# Djuphavstunga
Djuphavstunga (Bathysolea profundicola) är en fisk i familjen tungefiskar som lever i östra Atlanten på större djup.

## Utseende
Djuphavstungan är en avlång plattfisk med ljusbrun ögonsida (=högersida), medan blindsidan är vitaktig. Ögonsidan har svarta läppar och gällock, och kan ha vaga, mörka fläckar. Längden är som mest 21 cm.

## Vanor
Arten vistas nära dy- och sandbottnar på kontinentalsockelns sluttningar, där den vanligen lever mellan 200 och 600 meters djup, även om den kan gå ner till 1 350 meter. Den lever främst av havsborstmaskar, men tar också märlkräftor. Arten leker året runt.

## Utbredning
Djuphavstungan lever i östra Atlanten från södra Irland via Kanarieöarna till Angola. Den förekommer i Medelhavet, men är inte särskilt vanlig där. Dock har den påträffats vid Korsika och Sicilien.

## Kommersiell användning
Arten fiskas och anses som en kommersiellt viktig art.